# 早岐機関区
早岐機関区（はいききかんく）は、長崎県佐世保市早岐一丁目の早岐駅に隣接し、長崎本線・佐世保線・大村線・松浦線（現・松浦鉄道西九州線）の機関車及び気動車が配置されていた日本国有鉄道の機関区である。
佐世保線と長崎本線（のち大村線）の分岐駅に併設された当区は、両線の運行拠点として重要視された。現在も蒸気機関車時代に使用された煉瓦積み給水塔や転車台などの近代化遺産が残っている。

## 歴史
- 1897年（明治30年）7月 - 九州鉄道柄崎（現武雄温泉）～早岐間開業時に早岐機関庫として設置される。
- 1907年（明治40年）7月 - 九州鉄道の国有化に伴い官設鉄道に移管。
- 1936年（昭和11年）9月 - 早岐機関区に名称変更。
  - 10月 - 佐世保鉄道国有化にともない上佐世保支区・世知原支区を設置し、同社の軽便機関車を編入[1]。伊万里駐泊所設置。
- 1943年（昭和18年）9月 - キハ41400形気動車を配置し松浦線で使用。燃料不足等から翌年10月には運行休止し他区へ転出。
  - 10月 - 伊万里駐泊所が伊万里支区に昇格。
- 1945年（昭和20年）3月 - 松浦線全通により佐々支区（1943年設置）が佐々機関区に昇格、独立する。
- 1950年（昭和25年）7月 - ジョスコー線運転開始のため、旧佐世保工廠所有のディーゼル機関車DB1を編入。
- 1957年（昭和32年）3月 - DD11形をジョスコー線に投入しDB1を置き換える。
- 1965年（昭和40年）10月 - 寝台特急「さくら」の東京～佐世保間編成が運転開始。
  - 早岐駅で進行方向が変わることから、末端の早岐～佐世保間では当区配置のC11形が先頭に立った。西日本地区では最後の蒸気機関車が牽引する特急列車となった（1968年9月まで）。
- 1969年（昭和44年）10月 - 当区配置の8620形（48647・28629号機）牽引のお召し列車が松浦線佐世保～平戸口～伊万里間で運転される。
- 1971年（昭和46年）5月 - DD51形ディーゼル機関車の配置開始。
- 1972年（昭和47年）3月 - 蒸気機関車の運行終了。
- 1975年（昭和50年）12月 - 機関区庁舎の改築竣工（鉄筋コンクリート造4階建て）。
- 1976年（昭和51年）2月 - 佐賀駅付近高架化に伴い、佐賀機関区から同区配置の気動車が転入。
- 1978年（昭和53年）10月 - ジョスコー線廃止。
- 1984年（昭和59年）2月 - 車両配置がなくなり乗務員基地となる。伊万里支区廃止。
- 1987年（昭和62年）3月1日 - 早岐客貨車区と統合され、早岐運転区となる[2]。
- 1999年（平成11年）6月1日 - 佐世保鉄道事業部発足に伴い同部佐世保運輸センターに改組される。

## 所属した車両

### 蒸気機関車
- 1500形
- 8550形
- D51形
- 2120形 -（在籍1931年-1937年）
- 5700形 - （在籍1931年）
- 8620形 -（在籍1931年-1943年、1951年-1965年）
- 6760形 -（在籍1933年-1937年、1943年-1947年）
- C50形 -（在籍1933年、1939年-1941年）
- 2120形 -（在籍1935年-1937年）
- C11形 -（在籍1935年-1965年）
- 1070形 -（在籍1941年）
- 9600形 -（在籍1943年）
- C51形 -（在籍1943年-1963年）
- D50形 -（在籍1947年、1951年-1959年）
- C55形 -（在籍1949年-1951年、1961年-1963年）
- B20形 -（在籍1953年-1957年）
- C57形 -（在籍1963年-1965年）
- 「国鉄動力車配置表』1931年より1965年までの1945年を除く隔年分から『世界の鉄道』1967年、朝日新聞社

### ディーゼル機関車
- DD11形
- DD13形
- DD51形
- DE10形

### 気動車
- キハ41400形
- キハ16・17形
- キハ20形・キハユニ26形
- キハ40形・47形
- キハ26形

### 客車
- 14系
  - オハネ14形・スハネフ14形
  - オハネ15形・スハネフ15形

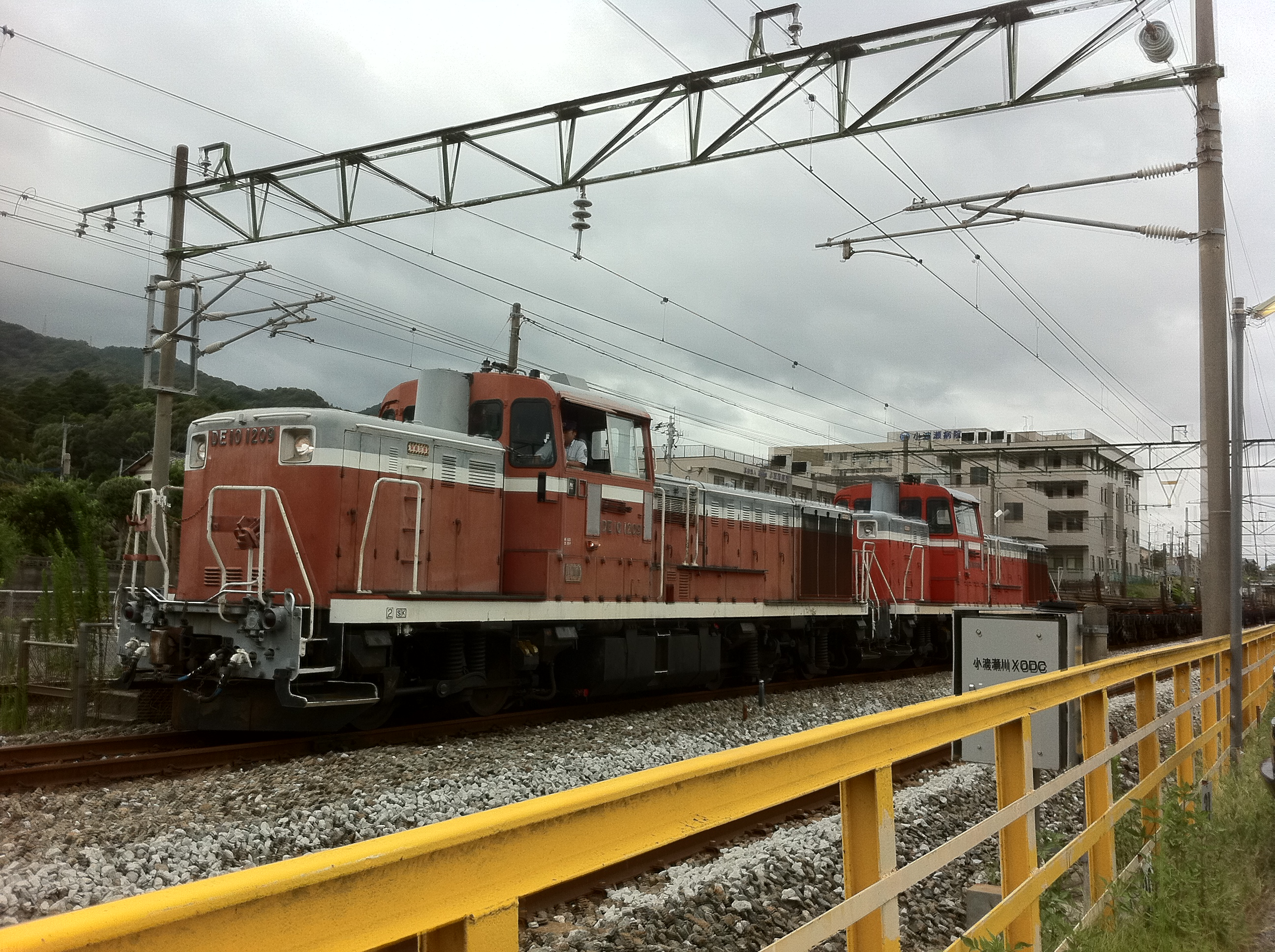
DE10 1209（新製配置）
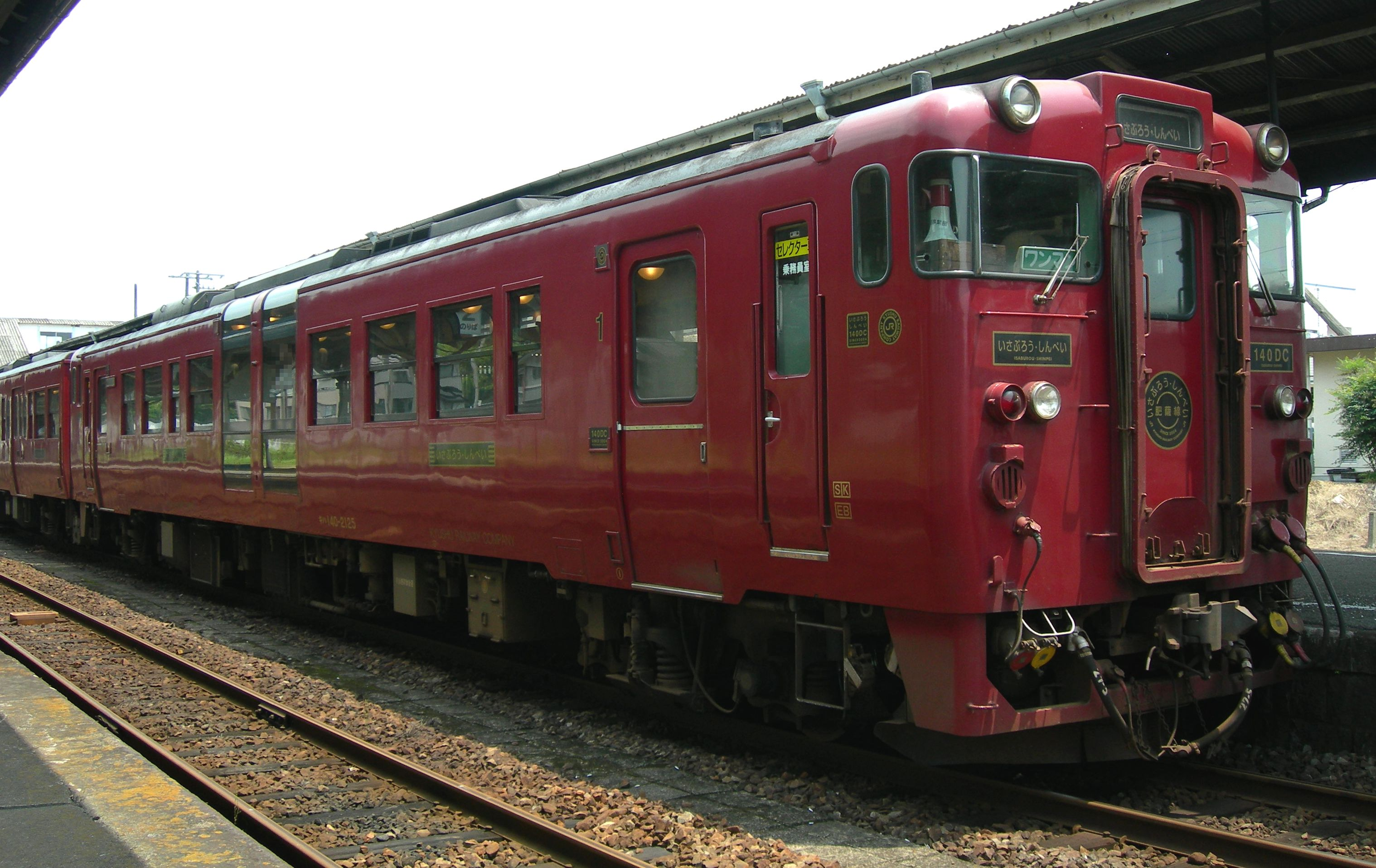
キハ140 2125 （当区新製配置のキハ40 2125が種車）

### 所属車両の車体に記されていた略号
- 旅客車：「門ハイ」 - 門司鉄道管理局を意味する「門」と、早岐を意味する「ハイ」から構成される。
- 機関車：「早」 - 早岐を意味する「早」から構成される。